# 久野宗成
久野 宗成（くの むねなり、天正10年（1582年） - 寛永2年11月29日（1625年12月28日））は、紀州藩田丸城代家老久野家初代当主。
父は徳川家家臣久野宗朝。祖父は元・今川氏真家臣で徳川家康に仕えた久野宗能。妻は松平勝政の娘。子は久野宗晴。通称は金五郎。官位は従五位下・丹波守。

## 生涯
天正10年（1582年）、久野宗朝の次男として生まれる。慶長元年（1596年）、父宗朝が徳川秀忠上洛の供をした際、遺恨により三宅弥次兵衛を殺害し、自害したため改易となり、本多忠勝に養われる。久野家は祖父の久野宗能が再勤することになり、下総国佐倉藩13000石から1000石となったが、宗能は関ヶ原の戦いの戦功で8千500石に加増され、旧領遠江久野城を与えられた。
慶長5年（1600年）、関ヶ原の戦いに出陣し、退却する島津義弘勢を本多忠朝と共に追撃し戦功を挙げる。慶長14年（1609年）、祖父宗能が83歳で死去したため家督を相続し、遠江久野城主となる。慶長16年（1611年）、従五位下・丹波守に任官。同年、主君徳川家康の十男の駿河駿府城主徳川頼宣付き家臣となる。
慶長19年（1614年）の大坂冬の陣、慶長20年（1615年）大坂夏の陣に出陣する。元和5年（1619年）、頼宣が紀州に転封となると、1万石を与えられ、熊野地域の押えとして田丸城代となる。
寛永2年（1625年）死去。